# Typhlocyba putnami
Typhlocyba putnami är en insektsart som beskrevs av Knull 1945. Typhlocyba putnami ingår i släktet Typhlocyba och familjen dvärgstritar. Inga underarter finns listade i Catalogue of Life.